# Live at Piedmont Park
Live at Piedmont Park – koncertowy album zespołu jam-rockowego Dave Matthews Band. Materiał na płytę nagrany został podczas koncertu, który miał miejsce w Atlancie - 9 września 2007 roku. Ogromny koncert Dave Matthews Band poprzedził występ gościa specjalnego, legendy rocka - Allman Brothers Band. Podczas występu DMB do zespołu dołączyli goście specjalni: lider Allman Brothers Band - Gregg Allman oraz znakomity gitarzysta rockowy Warren Haynes znany z zespołów Allman Brothers Band oraz Gov't Mule. Album Live at Piedmont Park dostępny jest również w wersji DVD. 
WERSJA CD:
Disc 1:
1. "One Sweet World"
2. "Two Step"
3. "Corn Bread"
4. "Don't Drink the Water"
5. "You Might Die Trying"
6. "Grey Street"
7. "#27"
8. "What Would You Say" feat. Warren Haynes
9. "Melissa" feat. Gregg Allman

Disc 2:
1. "Louisiana Bayou"
2. "The Dreaming Tree"
3. "Eh Hee"
4. "So Much to Say"
5. "Too Much"
6. "#40"
7. "Warehouse"
8. "Stay (Wasting Time)"

Encore CD:
1. "All Along the Watchtower"
2. "Ants Marching"

WERSJA DVD
Disc 1:
1. "One Sweet World"
2. "Two Step"
3. "Corn Bread"
4. "Don't Drink the Water"
5. "You Might Die Trying"
6. "Grey Street"
7. "#27"
8. "What Would You Say" feat. Warren Haynes
9. "Melissa" feat. Gregg Allman
10. "Louisiana Bayou"
11. "The Dreaming Tree"
12. "Eh Hee"

Disc 2:
1. "So Much to Say"
2. "Too Much"
3. "#40"
4. "Warehouse"
5. "Stay (Wasting Time)"
6. "All Along the Watchtower"
7. "Ants Marching"

Dave Matthews Band
- Dave Matthews - guitars, lead vocals
- Boyd Tinsley - violins, backing vocals
- Leroi Moore - saxophones, backing vocals
- Stefan Lessard - bass
- Carter Beauford - drums, percussion, backing vocals
- Butch Taylor - keyboards, backing vocals
- Rashawn Ross - trumpet, backing vocals

Goście:
- Gregg Allman - acoustic guitar, vocals
- Warren Haynes - electric guitar